# IEEE 802.3bz
IEEE 802.3bz — стандарты компьютерных сетей Ethernet со скоростью передачи данных 2,5 Гбит/с и 5 Гбит/с, использующие витую пару с медными проводами. Такие стандарты предлагают промежуточные скорости между существующими стандартами гигабитного и 10-гигабитного Ethernet. Принятые в 2016 году стандарты получили названия 2.5 GBASE-Т и 5GBASE-Т. С 2014 года аналогичные инициативы продвигались альянсами NBASE-Т и MGBASE-Т.

## Стандарт IEEE 802.3bz
IEEE 802.3 создал инициативу «2.5G/5GBASE-T Task Force» для работы над 2.5GBASE-T и 5GBASE-Т стандартами в марте 2015 года.
23 сентября 2016 года совет по стандартам IEEE-SA утвердил стандарт IEEE 802.3bz-2016.
Стандарт IEEE 802.3bz определяет следующие варианты:
- Скорость 2,5 Гбит/с на расстояниях до 100 метров с применением кабелей категории 5е
- Скорость 5 Гбит/с на расстояниях до 100 метров на кабелях категории 6
- Скорость 5 Гбит/с на расстояниях до 100 метров при использовании кабелей категории 5е «в определенных случаях и конфигурациях развертывания»

### Технология
Физический (PHY) слой технологий передачи данных стандарта IEEE 802.3bz основан на разработках технологии 10GBASE-T, но работает на более низкой сигнальной скорости. При снижении скорости передачи сигналов до 1⁄4 или 1⁄2, скорость передачи данных снижается до 2,5 и 5 Гбит/с, соответственно. Соответственно уменьшается спектральная ширина сигналов и упрощаются требования к кабельной инфраструктуре. Стандарты 2.5 GBASE-T и 5GBASE-T могут использовать неэкранированный кабель «витая пара» общей длиной до 100 м, если он удовлетворяет требованиям категории 5Е и категории 6, соответственно.

### Питание через Ethernet
В отличие от более раннего стандарта 10GBASE-T, производители оборудования заявили о своем намерении реализовать стандарт 802.3at для передачи электропитания через Ethernet в некоторых типах NBASE-T коммутаторов. Это позволит упростить развертывание высокоскоростных беспроводных систем на базе стандартов 802.11ac и 802.11ax. Скорости этих вариантов Wi-Fi превышают скоростные возможности существующего стандарта 1000Base-T.

### Сравнение Ethernet технологий на основе витой пары
| Название   | Скорость (Мбит/с) | Количество пар | Бит/Гц | Спектральная ширина (МГц) | Требуемый кабель | Рейтинг кабеля (МГц) |
| ---------- | ----------------- | -------------- | ------ | ------------------------- | ---------------- | -------------------- |
| 10BASE-T   | 10                | 1              | 1      | 10                        | Кат. 3           | 16                   |
| 100BASE-TX | 100               | 2              | 3.2    | 31.25                     | Кат. 5           | 100                  |
| 1000BASE‑T | 1,000             | 4              | 4      | 62.5                      | Кат. 5е          | 100                  |
| 2.5GBASE-T | 2,500             | 4              | 6.25   | 100                       | Кат. 5е          | 100                  |
| 5GBASE-T   | 5,000             | 4              | 6.25   | 200                       | Кат. 6           | 250                  |
| 10GBASE-T  | 10,000            | 4              | 6.25   | 400                       | Кат. 6А          | 500                  |

### История
Проблема стандартизации Ethernet для промежуточных скоростей стала актуальной около 2014 года, когда с одной стороны стала ясна невозможность использования 10GBASE-T стандарта по кабельной инфраструктуре категории 5e, проложенной во многих зданиях, а с другой стороны, быстрое развитие быстрых Wi-Fi-протоколов, в частности IEEE 802.11ac, повысило спрос на недорогие межсоединения на скоростях более 1 Гбит/с (1000Base-T). Стандарт IEEE 802.3bz также поддерживает передачу электропитания через Ethernet, которая, как правило, не доступна в решениях 10GBASE-T.
В начале 2013 года серверные процессоры Intel Avoton получили интегрированные 2,5 Гбит/с Ethernet-контроллеры.
В то время как компания Broadcom объявила о выпуске ряда микросхем 2,5 Гбит/с трансиверов, на рынке не были широко доступны коммутирующие микросхемы для скоростей 2,5 Гбит/с, а коммутаторы 10GBASE-T, как правило, не поддерживали промежуточные скорости.
В октябре 2014 года был основан альянс NBASE-Т, , в который изначально вошли компании Cisco, Aquantia, Freescale и Xilinx. К маю 2015 года альянс включал 34 компании, в него входило большинство производителей сетевого оборудования.
Конкурирующий альянс MGBASE-Т, также разрабатывающий Ethernet быстрее гигабита, был основан в декабре 2014 года. В отличие от NBASE-T, представители MGBASE-T заявляли об открытости технических спецификаций на условиях открытых исходных кодов.
С образованием проекта стандартизации IEEE 802.3bz при поддержке Ethernet Aliance в июне 2015 года, представители NBASE-T и MGBASE-Т альянсов были вынуждены сотрудничать.
Продукты для 2,5 и 5 Гбит/с Ethernet выпускают Aquantia и Realtek.

## NBASE-Т
NBASE-Т Альянс был основан в 2014 году Aquantia, Cisco, Freescale и Xilinx. В настоящее время альянс состоит более чем из 45 компаний. Спецификации альянса нацелены на совместимость с IEEE 802.3bz.